# Cesarski knez
Cesarski knez (latinsko princeps regni, imperii) je bil plemič v Svetem rimskem cesarstvu, knez, ki je prvotno prejel svoj fevd le in neposredno od kralja ali cesarja. Obstajala je torej fevdalna in ustavna imperialna neposrednost. Ko so kasneje duhovni cesarski knezi izdali fevde posameznim posvetnim cesarskim knezom, so ti fevdi (kot cesarski posmrtni fevdi) ohranili svojo neposredno kakovost.
V poznem srednjem veku se je cesarski knežji razred razvil v svoj status v pravnem smislu. Naslov cesarskega kneza in v njem vsebovana cesarska neposrednost v povezavi s skoraj neomejeno suverenostjo sta zagotavljala določeno pravno varnost pred tem, da bi drug, močnejši plemič naredil princa odvisnega od njega.

## Zgodovina
Zaradi pomanjkanja virov je pogosto nejasno, kako natančno je v visokem srednjeveškem cesarstvu nastal ločen knežji razred. V mnogih primerih je obsežno zasebno lastništvo (alodi) tvorilo osnovo nastajajočih deželnih gospostev. Tudi pred sredino 12. stoletja se je izraz knez ( latinsko princeps, »prvi«) uporabljal v splošnem, širokem pomenu in se je nanašal na visoke duhovnike in laike, včasih pa tudi ministeriale. Pojem navzdol ni bil natančno definiran. »Knez« je pomenil socialno in ne pravne vloge tako označene osebe.
Od okoli leta 1180 (listina Gelnhauser) je bil naziv kneza ali cesarskega kneza pridržan izbranemu krogu posvetnih in duhovnih plemičev, ki so bili obdarjeni s posebnimi privilegiji. Da bi pripadal posvetnim cesarskim knezom, je moral regalije, to je dodelitev izvornih kraljevih pravic, kot sta pobiranje dajatev in pravica do kovanja kovancev, podeliti sam kralj. Posledično jim je bila dodeljena tretja stopnja vojaškega ščita v cesarskem fevdalnem združenju in postali so deležniki cesarske oblasti. Prvi ščit je držal kralj/cesar, drugega pa nadškofje, škofje in opati/opatinje. Ločnica je torej potekala med tretjim ščitom posvetnih knezov in tistim svobodnih gospodov, ki so nosili četrti ščit.
Prvotno so morali posvetni knezi cesarstva svoje fevde prejeti neposredno od kralja. Ker pa je veliko posvetnih plemičev prejelo cesarske opatije kot fevde od duhovnih knezov, je bilo verjetno s tem v mislih dovoljeno obstoj fevdalne odvisnosti ne le od cesarstva, ampak tudi od duhovnih cesarskih knezov. V skladu s tem je Saško zrcalo (Sachsenspiegel) posvetnim knezom dodelil tretjo stopnjo nasledstva vojaškega ščita.
Vendar merilo cesarske neposrednosti fevdov ni zadoščalo za dosego cesarskega statusa kasnejših cesarskih knezov (in cesarskih grofov), saj so številni grofje in svobodni gospodje imeli tudi cesarsko neposredno lastnino, ki sama po sebi ni omogočala dostopa do status cesarskega kneza. Zato so obstajali nadaljnji kriteriji po državnem pravu, to je, da je moral knez imeti nadrejeni teritorialni nadzor nad deželo (skoraj suverena suverenost) z visoko sodstvom, podobno kot vojvodina. Od začetka 13. stoletja je bilo potrebno priti do formalnega povišanja v status cesarskega kneza, kot se je prvič zgodilo leta 1235, ko je cesar Friderik II. da je bil tudi vojvoda Oton otrok povzdignjen v status cesarskega kneza. Drug primer je povišanje hesenskega deželnega grofa Henrika I. v status cesarskega princa leta 1292. Vendar pa naknadne raziskave niso bile izvedene za ozemlja, ki so dolgo veljala za cesarske kneževine, kot sta Brandenburška mejna grofija ali Pfalška ob Renu .
Okoli leta 1190 je mogoče identificirati 92 duhovnih, a le 22 posvetnih plemičev iz 14 družin, ki so bili priznani za cesarske kneze.  Posvetni cesarski knezi so vključevali kralja Češke, vojvode cesarstva, mejne grofje Brandenburga, Meissen in Namur, grofa Palatinski grof Rena, deželnega grofa Turingije in grofa Anhalta. Do konca srednjega veka se je številčno nesorazmerje med cerkvenimi in posvetnimi cesarskimi knezi nekoliko popravilo z razrednim povišanjem in delitvijo zaradi dedovanja ozemelj in sprejema v cesarski knežji razred po običajnem pravu.
Proces razvoja in diferenciacije definicije cesarskega knežjega razreda je trajal do 14. stoletja stoletja.

## Prvotni pravni status
Cesarski knezi (tako kot cesarski grofje) so uživali številne prerogative in privilegije. To je vključevalo uporabo knežjega naslova in knežjih predikatov (na primer pozdrav »Vedra visokost«, latinsko »illustris«) v uradni korespondenci, ceremonialne častne pravice in funkcije ter nekatere privilegije v sodnih postopkih. Najpomembnejši med temi privilegiji je bil, da so imeli cesarski knezi posebne pravice do vladanja. To so bile pravica do udeležbe pri volitvah kralja, ki je bila že leta 1356 omejena na ozek krog cesarskih knezov, volilnih knezov, pravica do grofov (vendar ne cesarskih) in svobodnih gospodov brez cesarskega statusa kot vazalov. Pravica do ustanavljanja dvornih uradov ter nadzor nad dajatvami, sodišči in pravico kovanja denarja. V nasprotju s cesarskimi grofi cesarskega sveta knezov, ki so se sčasoma združili v štiri cesarske grofovske kolegije in imeli samo štiri tako imenovane kuriatske glasove, je imela vsaka veja cesarskih knežjih družin glasovalno pravico ali glas (ki je tehtal toliko kot glasovanje kuriata).

## Cesarski knezi v zgodnjem novem veku
Po cesarskem registru iz leta 1521 so duhovni knezi cesarstva vključevali štiri nadškofe Magdeburga, Salzburga, Besançona in Bremna ter 46 drugih škofov. To število se je do leta 1792 zmanjšalo na 33, vključno z obema nadškofoma Salzburga in Besançona ter 22 škofi. Nadškofiji Magdeburg in Bremen, ki sta postali protestantski, ter škofije, zlasti na severu in severovzhodu, ki so bile sprva po reformaciji pod oblastjo protestantskih upraviteljev, so bile v desetletjih po reformaciji večinoma sekularizirane in ločene s strani sosednjih knezov ali ob koncu tridesetletne vojne torej iz statusa duhovnih knezov cesarstva. Poleg tega je prišlo do mediatizacij in ločitev območij od imperija. Na primer, škofije Valais, Ženeva in Lausanne so postale zvezne, Cambrai, Verdun, Metz in Toul pa francoske.

### Italijanski cesarski knezi
Vladajoče hiše v cesarski Italiji so bile tudi med cesarskimi knezi srednjega veka in zgodnjega novega veka. Od visokega srednjega veka so cesarske posesti, zlasti v severni Italiji, razpadle na številne fevde cesarstva. Med njimi je bilo deset večjih območij in okoli 250 manjših fevdov. Cesarji so s svojimi pohodi v Italijo poskušali nase vezati kneze in mestne državice, ki jim niso bile vedno zveste. Beneška republika, papeška država ter kraljevini Neapelj in Sicilija niso bili del imperija. Nekateri fevdi so bili sporni ali izmenjani med cesarstvom in papeško državo; Benetke so vključile tudi nekdanje cesarske fevde. Za notranjo italijansko politiko v srednjem veku je bil značilen konflikt med gibelini in gvelfi, torej pristaši cesarja oziroma papeža, pri čemer so bile mestne državice večinoma bolj naklonjene papežu, cesarski knezi pa bolj naklonjeni cesarju. Od cesarja Maksimilijana I. je severna Italija postala jabolko spora med Svetim rimskim cesarstvom in francoskim kraljestvom, zaradi česar so bili knezi in mestne države prisiljeni v pogosto spreminjajoča se zavezništva. Vojna za mantovsko nasledstvo (1628–1631) je bil spopad, v katerem je cesar Ferdinand II . proti odporu Francije poskušal zapleniti vojvodino Mantovo kot dedni fevd in jo prerazporediti. Nasprotno pa je Francija poskušala odpraviti cesarski fevdalni sistem v cesarski Italiji. Na koncu je cesar ostal fevdalec, a je moral za vojvodo imenovati francoskega kandidata.
V cesarstvu je bil kölnski nadškof odgovoren za Italijo kot cesarski nadkancler, fevdalci cesarstva in s tem cesarski knezi pa so vključevali hiše, kot so Este (od leta 1452 v vojvodini Modena), Medičejci (od leta 1575 v Veliko vojvodstvo Toskana), Gonzaga (od leta 1433 v vojvodini Mantova), Ludovisi in Boncompagni-Ludovisi (v kneževini Piombino) ali Doria (od leta 1760 v Torriglii). Savojska vojvodina (s Piemontom ) je pripadala cesarski Italiji vsaj do povišanja v kraljevino leta 1720; dežela je imela posebno vlogo, ker je pripadala cesarskemu okrožju Zgornjega Porenja in je imela sedež in glas v Državnem zboru. Z izjemo članstva v Državnem zboru so imeli severnoitalijanski cesarski knezi in vojvodine podoben skoraj suveren položaj s skoraj neomejenimi vladarskimi pravicami kot nemški. Fevdalec se je pojavljal predvsem v sporih za prestol ali v dednih zadevah (pri čemer je fevd padel na cesarja).

### Nemški cesarski knezi
V nasprotju s številom duhovnih knezov, ki se je ob koncu cesarstva zmanjšalo za dve tretjini, se je število posvetnih knezov več kot podvojilo. Wormski cesarski register iz leta 1521 je štel še 24 posvetnih cesarskih knezov. Konec 18. stoletja pa je bilo v cesarskem knežjem svetu naštetih 61 glasov posvetnih cesarskih knezov. Razlog za to je sekularizacija nekdanjih duhovnih cesarskih knezov, za katerih ozemlja so posvetni knezi, ki jim je območje pripadlo, še naprej imeli glas v cesarskem svetu knezov. Poleg tega je povečanje števila glasov mogoče pripisati cesarjevemu povišanju številnih plemiških družin v status cesarskih knezov s cesarskim statusom. Nekateri primeri tega so povišanje grofov Vzhodne Frizije, Waldecka, Fürstenberga, Liechtensteina, Nassaua, Schwarzburga, Salma ter Thurna in Taxisa v status cesarskih knezov. Drugi razlog za povečanje posvetnih cesarskih knezov je razdelitev plemiških družin na več stranskih linij. Sčasoma je nastalo pet palatinskih in saških, štiri braunschweiške, tri badenske in dve frankovsko-brandenburška, pomeranska, mecklenburška, hessenska in holsteinska linija.
Navsezadnje je bilo število cesarskih knezov omejeno že z dinastičnimi naključji v augsburškem državnem zboru leta 1582. Cesarski status je bil vezan na knežje ozemlje. Če je dinastija izumrla, je novi teritorialni vladar prevzel cesarski status, v primeru delitve dediščine pa dediči skupaj.
Cesarski knežji svet v Državnem zboru, znan tudi kot Knežja klop, je bil sestavljen iz Duhovne klopi in Svetne klopi. Osnova za določanje volilne pravice cesarskih knezov so bili cesarski registri, v katerih so poimenovani cesarski gospodjei za vsako klop. Zlasti v 14.-16. stoletju so bile ponekod napačne, ker so se nepooblaščene družine »priplazile«, da bi povečale svoj pomen in se izognile državni obdavčitvi velikih ozemelj, tudi tistih z lastnimi ozemlji zelo dvomljive imperialne neposrednosti.
Najpomembnejši med knezi so bili, od druge tretjine 17. stoletja vsaj po moči in velikosti ozemelj, ki so jim vladali in jih posedovali, nad duhovnimi volilnimi knezi, stoletja prej pa je bila politična in obredna enakost med cesarskimi knezi in volilnimi knezi.
Moramo pa razlikovati med cesarskimi knezi s cesarskim statusom, in cesarskimi knezi s sedežem in glasom v cesarskem svetu knezov Državnega zbora, tj. med zgolj cesarskimi naslovnimi knezi in tistimi knezi, ki so, ne da bi pridobili cesarski status, prejeli  naslov princa kot navadnega kneza prek naslova rimsko-nemškega cesarja, skupaj s povišanjem v rangu, ki jim je bil podeljen, kar je veljalo v celotnem cesarstvu, vendar ni pomenilo cesarskega statusa.  To ni bilo odvisno od določenega plemiškega ranga, temveč od ozemlja, ki je imelo sedež in glas v cesarskem svetu knezov.
S cesarskim razglasom št. 197 leta 1654 je bilo  za številne imenovane plemiške rodbine, ki naj bi bile povzdignjene v status cesarskih knezov, da se bo njihovo povzdigovanje zgodilo le »ad personam«, dokler si ne zagotovijo »knežje cesarske posesti.” Na primer, družina Liechtenstein je bila povzdignjena v status dedne titularne kneževine Svetega rimskega cesarstva že leta 1608, vendar je trajalo skoraj sto let, preden je imela priložnost kupiti cesarsko posest Schellenberg leta 1699 in grofijo Vaduz leta 1712, ki so jo prejeli  s cesarsko diplomo leta 1719 Karla VI.  ter bili združeni in povzdignjeni v status cesarske kneževine Liechtenstein, kar je omogočilo sprejem v cesarski svet knezov Državnega zbora.